# منطقه یهودا و سامره
منطقه یهودا و سامره (به عربی: يهودا والسامرة) یا منطقه یهودا و شومرون (عبری: מחוז יהודה ושומרון) همان سرزمین کرانه باختری است که اسرائیل، آن را به عنوان «منطقه هفتم» خود تقسیم می‌کند. مرکز این استان، شهر آریل است.
سازمان ملل متحد این ناحیه را به عنوان هفتمین منطقه اسرائیل به رسمیت نمی‌شناسد.
گفتنی است که بر پایهٔ آمارهای رسمی بین ۲۲۰ هزار تا ۳۰۰ هزار شهرک‌نشین اسرائیلی در «منطقه یهودا و سامره» زندگی می‌کنند.

## شهرک‌ها
- آریل (مرکز منطقه)
- مودیعین عیلیت
- بیتار عیلیت
- معاله آدومیم
- گوش عتصیون
- افرات
- بت ال
- کفار عتصیون

## آبادی‌ها
- بت عین
- ایتامار